# Uebersyren
Uebersyren (luxembourgeois: Iwwersiren, allemand: Übersyren) est une section de la commune luxembourgeoise de Schuttrange située dans le canton de Luxembourg.